# 乌尔里希·林德
乌尔里希·林德（德語：Ulrich Lind，1942年11月4日—），德国男子射击运动员。他曾代表西德参加1976年、1984年和1988年夏季奥林匹克运动会射击比赛，其中1976年奥运会获得一枚银牌。